# Ли Сын Юн
Ли Сын Юн (кор. 이승윤; род. 18 апреля 1995, Инчхон, Республика Корея) — южнокорейский спортсмен, стрелок из лука. Олимпийский чемпион 2016 года в команде, чемпион мира 2013 года в личном первенстве.

## Карьера
На взрослом международном уровне Ли Сын Юн дебютировал в 2013 году, завоевав несколько медалей на этапах Кубка мира как в личном, так и в командном первенствах, и став четвёртым в финале турнира. На чемпионате мира 2013 года в Белеке стал победителем в индивидуальном турнире мужчин с классическим луком, а год спустя на домашних Азиатских играх в составе корейской команды стал третьим.
На Олимпийских играх в Рио-де-Жанейро в предварительном раунде Ли Сын Юн занял 12-е место, набрав 676 баллов. В командном первенстве совместно с Ким У Джином и Ку Пон Чханом завоевал «золото», став олимпийским чемпионом. В личном турнире Олимпиады дошёл лишь до четвертьфинала, где уступил голландцу Шефу ван ден Бергу.